# Calliostoma muriellae
Calliostoma muriellae là một loài ốc biển, là động vật thân mềm chân bụng sống ở biển thuộc họ Calliostomatidae.